# NBC Saturday Night at the Movies
NBC Saturday Night at the Movies est la première émission télévisée à diffuser des longs métrages en couleurs relativement récents de grands studios. La série est créée le 23 septembre 1961 et s'est déroulée jusqu'en octobre 1978, engendrant de nombreux imitateurs. Auparavant les chaînes de télévision ne pouvaient diffuser que des films plus anciens à petit budgets et en noir et blanc qui ne sont pas diffusés dans les salles de cinéma. À la fin des années 1970, la concurrence de la télévision par câble et de la vidéo domestique a entraîné une baisse de l'audience.

## Histoire

### Contexte et début
Au début de la télévision, les grands studios étaient réticents à sortir des films et les films qui sortaient étaient généralement des films de série B ou des films anciens en noir et blanc, qui avaient perdu une grande partie de leurs valeurs. salles de cinéma, à l'exception notable de certains films de Walt Disney et du Magicien d'Oz (1939). Ces films sont devenus le tarif standard pour les stations indépendantes et les horaires non aux heures de grande écoute des affiliés du réseau à la fin des années 1950. Un gentleman's agreement entre les meilleurs studios limitait l'exposition aux films réalisés avant 1948, ce qui excluait la plupart des films tournés en CinemaScope et en couleur - des fonctionnalités auxquelles le public s'était habitué. Cependant, à la fin des années 1950, les grands studios avaient commencé à assouplir leur position.
Au début des années 1970, l'écart entre la sortie en salles d'un film et ses débuts à la télévision était décidément plus long. Entre 1954 et 1972, un film cinématographique même relativement récent doit attendre jusqu'à 12 ans (comme dans le cas du Ben-Hur de 1959) avant d'apparaître sur l'écran d'accueil.
Une série ABC-TV en noir et blanc de courte durée intitulée Famous Film Festival, qui présentait des films britanniques réalisés dans les années 1940 et au début des années 1950 a été créée à l'automne 1955. En 1957, ABC a diffusé Hollywood Film Theatre, qui présentait également des films antérieurs à 1948 produits par RKO Radio Pictures. RKO a décidé de vendre certains de ses meilleurs films d'avant 1948 à ABC tandis que d'autres films seraient syndiqués aux chaînes de télévision locales. Les films des deux séries ont été projetés dans un créneau horaire de quatre-vingt-dix minutes, ce qui signifiait que certains des films devaient être édités ou projetés en deux parties. NBC Saturday Night at the Movies a été la première série d'anthologies de films en réseau à durer deux heures de sorte que presque tous les films pouvaient être projetés en une soirée, les films étant montés (surtout les années suivantes) uniquement pour supprimer contenu répréhensible.
En 1961, NBC a obtenu les droits de diffusion de 31 titres de films post-1950 de la 20th Century Fox. Bien que seulement 30 aient été effectivement diffusés cette saison. Le 23 septembre 1961, Saturday Night at the Movies a été créé avec le film de 1953 Marilyn Monroe - Lauren Bacall - Betty Grable How to Marry a Millionaire, présenté "In Living Color". Certains des autres films projetés étaient The Day the Earth Stood Still (3 mars 1962) et No Highway in the Sky (24 mars 1962). (Ayant été filmés en Cinemascope, une spécialité de la Fox de 1953 à 1967, nombre de ces films ont dû être sévèrement panoramiques et scannés pour s'adapter au format invariable de la télévision plein écran de l'époque. ) Cet accord initial avec Fox a duré trois saisons (1961-1964) et a impliqué environ 90 films, y compris ceux diffusés le lundi soir à partir de février 1963. Lorsque Fox a trouvé des pâturages plus verts chez son rival ABC, NBC a négocié les sorties d'autres studios, tels que MGM et Paramount, désireux de fournir du contenu. les films de moins de deux heures se terminaient parfois avant la fin du programme.
Les trois principaux réseaux commerciaux n'ont pas montré de copies de films 16 mm usées, comme c'était alors la pratique habituelle sur les chaînes de télévision locales. Les films diffusés sur la série d'anthologies de films en réseau  étaient des tirages 35 mm, invariablement en excellent état. Avec l'avènement de la télévision par câble, de la VHS et du DVD, l'idée de toujours montrer des films - même très anciens - dans un état vierge et remasterisé à la télévision est devenue la norme ; mais à part les films diffusés sur les trois grands réseaux, cela n'a tout simplement pas été fait avant les années 1980. Jusque-là, les stations locales devaient se contenter d'impressions 16 mm peu coûteuses de films relativement récents comme Heaven Knows, Mr. Allison (1957) ou Prince Valiant (1954), plutôt que de bonnes copies "de qualité cinéma" comme on le voit sur les réseaux.

### les débuts "fait pour le téléfilm"
La demande de films télévisés a augmenté au cours des années 1960. Des films conçus pour la télévision ont rapidement été créés par NBC, avec l'aide de la société désormais sœur Universal. Le premier, créé au cours de la saison 1963-1964, devait être une nouvelle version de The Killers d'Ernest Hemingway, avec un casting comprenant Lee Marvin, Angie Dickinson, et le futur président américain Ronald Reagan, dont le dernier film était avant. entrant en politique. Cependant, NBC a jugé le film trop violent pour la télévision, il est donc sorti en salles à la place.
Bien qu'il y ait eu des longs métrages spéciaux filmés à la télévision, tels que The Pied Piper of Hamelin (1957), un Hallmark Hall of Fame Macbeth de 1960 filmé en couleur sur place en Écosse et, dès 1954, une version musicale filmée en couleur. de A Christmas Carol de Charles Dickens diffusé sur Shower of Stars de CBS - le film généralement considéré comme le premier film fait pour la télévision était See How They Run, réalisé par David Lowell Rich et mettant en vedette John Forsythe et Senta Berger. Il a été diffusé pour la première fois le 7 octobre 1964 et a inauguré une série d'autres téléfilms au fil des ans, diffusés sur NBC sous le titre NBC World Premiere Movie . De nombreux films conçus pour la télévision sur NBC deviendront des séries télévisées à part entière à la fin des années 1960 et au début des années 1970. L'un des exemples les plus célèbres était Fame Is the Name of the Game (1966), qui a finalement servi d'épisode pilote pour la série 1968-1971 The Name of the Game.

### Influence sur les autres réseaux
Saturday Night at the Movies a attiré suffisamment d'audience pour que NBC et ses concurrents ajoutent plus de séries de films au programme des heures de grande écoute. ABC, alors lointain troisième dans les cotes d'écoute, a immédiatement ajouté une autre série de films, Hollywood Special, en remplacement de la mi-saison; cependant, la série, sous son nouveau titre The ABC Sunday Night Movie, n'est devenue un programme télévisé régulier qu'en 1964. CBS était en tête des autres réseaux dans les cotes d'écoute à ce moment-là et n'a pas immédiatement ajouté une série de films aux heures de grande écoute. Cependant, au cours des années suivantes, chacun des trois réseaux a ajouté des films en semaine au programme; et en 1968, il y avait un film de réseau aux heures de grande écoute pour chaque soir de la semaine
- The ABC Sunday Night Movie
- The NBC Monday Movie (originally titled NBC Monday Night at the Movies)
- NBC Tuesday Night at the Movies
- The ABC Wednesday Night Movie
- The CBS Wednesday Night Movies
- The CBS Thursday Night Movies
- The CBS Friday Night Movies
- The CBS Saturday Night Movies
- NBC Saturday Night at the Movies
- The CBS Sunday Night Movies
- NBC Friday Night at the Movies
- Fox Presents[13]

La popularité de ces diffusions de films a également fourni un profit exceptionnel aux studios de cinéma, car les appels d'offres pour les films populaires ont augmenté le prix des droits de diffusion. Ceci, à son tour, a rendu rentable la production de films conçus pour la télévision.

### Annonceurs
Comme pour les autres séries d'anthologies cinématographiques de l'époque, il n'y avait pas d'hôte pour le programme.
Pendant des années, Don Stanley a été le principal annonceur de l'émission et a enregistré le générique d'ouverture, principalement aux studios NBC à Burbank. Au cours des années suivantes, ces fonctions ont alterné entre Stanley, Donald Rickles, Peggy Taylor et Victor Bozeman . Vers la fin de la série, le générique d'ouverture (pour la série, pas pour les films eux-mêmes) a été géré par le personnel d'annonce du réseau à New York, qui comprenait Fred Collins et Howard Reig ; mais les annonceurs du personnel de Burbank s'occupaient toujours des pare-chocs.
NBC a diffusé Saturday Night at the Movies jusqu'en octobre 1978. Plusieurs autres séries de films ont été annulées à la fin de la décennie. Cependant, certains ont continué jusque dans les années 1980 et au-delà. Cependant, les changements dans les habitudes d'écoute de la télévision ont semblé sonner le glas de bon nombre de ces séries. La perte d'audience pour eux a été attribuée à la concurrence accrue de la télévision par câble, en particulier les chaînes de cinéma payantes qui ont pu montrer des films non coupés et sans interruptions commerciales. Parmi les autres facteurs qui ont conduit au déclin des présentations de films sur les réseaux de télévision, citons l'avènement de la vidéo à domicile et de la location de vidéos, de la télévision à la carte et de la vidéo à la demande.

### Statut actuel
La NBC Saturday Night Movie a été diffusé le samedi à 8h00  – 23:00 depuis 2000, et avait à l'origine hébergé la continuité par Ryan Seacrest. Il a été remplacé par la couverture de la XFL en 2001, mais est revenu l'année suivante sans continuité d'accueil. En 2006, le réseau a décidé de ne diffuser qu'occasionnellement des films en salle pendant les semaines de balayage dans différentes tranches horaires, de sorte que le film du samedi a été complètement interrompu. En 2009 et 2010, Walmart et Procter & Gamble ont acheté du temps le vendredi et le samedi soir sur NBC et Fox pour diffuser des films télévisés qu'ils produisaient et distribueraient sur DVD la semaine suivante, comme The Jensen Project, bien que les cotes d'écoute de ces films étaient bien en deçà de la programmation régulière. La série de films a finalement été interrompue, Walmart étant finalement l'un des principaux sponsors de l'événement musical en direct de NBC The Sound of Music Live! en décembre 2013.
Actuellement, seule une quantité limitée de films est diffusée sur le programme du samedi soir de NBC et est presque toujours liée à l'intégration verticale d'une propriété NBCUniversal impliquant un prochain film sorti en salles; en 2020, par exemple, le huitième volet de la franchise Fast & Furious, The Fate of the Furious, a été diffusé pour se connecter à la sortie retardée de F9, avec Trolls diffusé en mars pour promouvoir la sortie prochaine de Trolls World Tour (qui finira par être libéré en tant que location de maison premium en raison de la pandémie de coronavirus.) Depuis mai 2020, il est connu sous le nom de NBC Movie Night et a Chick-fil-A comme sponsor principal du film.